# Phaenocarpa succicola
Phaenocarpa succicola är en stekelart som först beskrevs av Thomson 1895.  Phaenocarpa succicola ingår i släktet Phaenocarpa och familjen bracksteklar. Arten är reproducerande i Sverige. Inga underarter finns listade i Catalogue of Life.